# Надежда Замфирович
Надежда Замфирович (на сръбски: Надежда Замфировић или Nadežda Zamfirović) е югославска актриса.

## Биография
Родена е като Надежда Замфирова на 1 август 1907 година в Лайпциг, тогава в Германската империя в скопско семейство. Сестра ѝ Христина Татич също е актриса, а майка ѝ прави сценични костюми. След като Скопие попада в Югославия след края на войната името ѝ е сменено на Замфирович. Играе за пръв път на сцената като ученичка в гимназията в 1919 година в Скопския народен театър, а след това от 1926 до 1927 година - в Народния театър в Нови Сад. Играе на сцената на Белградската оперета от 1927 до 1928 година, след това отново в Скопския народен театър от 1928 до 1941 година. От 1941 до 1947 година работи в Народния театър в Ниш, от 1947 до 1952 година е в Народния театър в Шабац, от 1952 до 1953 година е в Народния театър в Светозарево и от 1953 до 1960 година работи в Народния театър в Зеница, където ръководи Кукления театър и където се пенсионира.
В Ниш, Шабац, Светозарево и Зеница работи като режисьорка. Членка е на Сдружението на актьорите от 4 юли 1932 година.
Умира на 7 юли 1978 година в Белград, тогава в Социалистическа федеративна република Югославия.
Известни роли на Надежда Замфирович са Бабушка в оперетата „Последният валс“ на Оскар Щраус, Йолан в оперетата „Циганска любов“ на Франц Лехар, Джеси в „Орловият“ на Бруно Гранихщеден, Милица Илич-Цаца във „В затишието“ на Урош Дойчинович, Бертинела в „Перикола“ на Жак Офенбах, Олга в „Земя“ на Петър Петрович – Пеция, Сергия в „Ана Каренина“ на Лев Толстой, Тони в „Еквиноцио“ на Иво Войнович, Луиза в „Прекрасното приключение“ на Гастон Арман дьо Кавайе, Кевче в „Лесковчани в Париж“ на Наталия Арсенович, Поте в „Зона Замфирова“ на Стеван Сремац, Контеса в „Силва“ и други.